# Wilhelmine Dierschke
Wilhelmine Dierschke geb. von Prondzynsky (* 3. Dezember 1838; † 1. Februar 1909 in Breslau) war eine deutsche Schriftstellerin, die unter den Pseudonymen Helmine Fred, H. v. Freyenstein und Otto Osberg publizierte.
Wilhelmine war die Tochter des preußischen Generals der Infanterie Ferdinand von Prondczynski (1804–1871). Sie heiratete ihre Jugendbekanntschaft, den späteren Amtsgerichtsrat Alfred Dierschke († Oktober 1896), mit dem sie mehrere Kinder hatte.
Ihre ersten Erzählungen veröffentlichte die Schlesische Volkszeitung in Breslau, so »Maria«, »Haus Elmingen«, »Zurückgekehrt« u. a.

## Schriften
- Nach langem Suchen. (H. Fred), 1883.
- Die Tochter des Flüchtlings. (H. Fred), 1888.
  - Neue Ausgabe u. d. T.: Die Tochter des Flüchtlings und andere Novellen., Roman- und Novellen-Schatz, Jg. 1, Nr. 25, 1899.
- Dativ. (Freyenstein), 1888.
- Fügungen. (Osberg), 1889.
- Agathe. 1906.